# Esqui cross-country nos Jogos Paralímpicos de Inverno de 2010 - 15 km masculino
A competição masculina de 15 km do esqui cross-country nos Jogos Paraolímpicos de Inverno de 2010 foi disputada no Parque Paraolímpico de Whistler em 14 de março, às 10:00 (UTC-8), apenas na categoria para atletas sentados.

## Medalhistas
| Ouro   | RUS Irek Zaripov    |
| Prata  | RUS Roman Petushkov |
| Bronze | ITA Enzo Masiello   |

## Resultados
| Pos.              | Nº | Atleta                     | Tempo    | Diferença |
| ----------------- | -- | -------------------------- | -------- | --------- |
| Medalha de ouro   | 22 | RUS Irek Zaripov           | 41:01.01 |           |
| Medalha de prata  | 25 | RUS Roman Petushkov        | 41:11.01 | +10.00    |
| Medalha de bronze | 24 | ITA Enzo Masiello          | 41:54.09 | +43.08    |
| 4                 | 21 | NOR Trygve Toskedal Larsen | 42:17.03 | +1:16.02  |
| 5                 | 23 | UKR Iurii Kostiuk          | 42:17.07 | +1:16.06  |
| 6                 | 26 | BLR Aliaksandr Davidovich  | 42:43.01 | +1:42.00  |
| 7                 | 19 | JPN Kozo Kubo              | 42:55.05 | +1:54.04  |
| 8                 | 20 | USA Chris Klebl            | 43:13.07 | +2:12.06  |
| 9                 | 28 | USA Sean Halsted           | 43:25.06 | +2:24.05  |
| 10                | 27 | USA Andy Soule             | 43:32.08 | +2:31.07  |
| 11                | 30 | BLR Dzmitry Loban          | 43:53.05 | +2:52.04  |
| 12                | 29 | FRA Romain Rosique         | 43:56.06 | +2:55.05  |
| 13                | 3  | RUS Sergey Shilov          | 44:15.05 | +3:14.04  |
| 14                | 18 | CHN Fu Chunshan            | 44:19.01 | +3:18.00  |
| 15                | 7  | BLR Yauheni Lukyanenka     | 44:22.00 | +3:20.99  |
| 16                | 1  | SVK Vladimir Gajdiciar     | 44:39.00 | +3:37.99  |
| 17                | 17 | AUS Dominic Monypenny      | 44:55.07 | +3:54.06  |
| 18                | 13 | FRA Alain Marguerettaz     | 44:55.08 | +3:54.07  |
| 19                | 2  | RUS Ivan Goncharov         | 45:19.02 | +4:18.01  |
| 20                | 31 | POL Kamil Rosiek           | 45:21.02 | +4:20.01  |
| 21                | 10 | POL Robert Wator           | 45:25.09 | +4:24.08  |
| 22                | 4  | BLR Barys Pronka           | 45:57.07 | +4:56.06  |
| 23                | 15 | ITA Roland Rüpp            | 46:08.07 | +5:07.06  |
| 24                | 11 | FRA Georges Bettega        | 46:16.07 | +5:15.06  |
| 25                | 14 | NOR Per Fagerhoi           | 46:23.00 | +5:21.99  |
| 26                | 12 | USA Greg Mallory           | 46:30.06 | +5:29.05  |
| 27                | 8  | CAN Lou Gibson             | 47:53.08 | +6:52.07  |
| 28                | 5  | ITA Fabrizio Bove          | 49:15.02 | +8:14.01  |
| 29                | 16 | CAN Sebastien Fortier      | 51:33.06 | +10:32.05 |
|                   | 6  | AUT Manfred Lehner         | DNF      | -         |
|                   | 9  | FRA Thierry Raoux          | DNS      | -         |

## Legenda
| Q   | Classificado (Qualified)       |
| DNS | Não largou (Did not start)     |
| DNF | Não terminou (Did not finish)  |
| DSQ | Desclassificado (Disqualified) |